# Camí de Riudoms a Vilaseca
El Camí de Riudoms a Vilaseca és un antic camí que unia aquestes dues localitats i que actualment té un tram que passa pel terme de Reus, per les partides d'Aigüesverds i Mascalbó, al Baix Camp.
Procedent del terme de Riudoms, on ha enllaçat amb el camí de Blancafort, entra a Reus per damunt del Mas de Morea, vora l'inici de l'Aigüera d'Aigüesverds. Té un primer tram perdut, de mig quilòmetre aproximadament, abandonat des que abans de la guerra civil van obrir un bocí nou entre el Mas de Guardià i els masos de Toledo i Fassion per connectar amb el camí de Cambrils, a uns dos-cents metres al sud de la granja Soronelles. Passa a tocar del Mas del Geperut, per sota la urbanització de Les Palmeres, amb una direcció oest-est. Després es va inclinant cap al sud est i fa cap al camí del Mas del Blasi sobre el que transita un bocí, vora Mas Calbó. Des d'allí, travessa la C-14 o carretera de Salou, i entra al terme de Vila-seca.